# Collegium Carolinum (Zurich)
 (février 2025).
La mise en forme du texte ne suit pas les recommandations de Wikipédia : il faut le « wikifier ».
Les points d'amélioration suivants sont les cas les plus fréquents. Le détail des points à revoir est peut-être précisé sur la page de discussion.
- Les titres sont pré-formatés par le logiciel. Ils ne sont ni en capitales, ni en gras.
- Le texte ne doit pas être écrit en capitales (les noms de famille non plus), ni en gras, ni en italique, ni en « petit »…
- Le gras n'est utilisé que pour surligner le titre de l'article dans l'introduction, une seule fois.
- L'italique est rarement utilisé : mots en langue étrangère, titres d'œuvres, noms de bateaux, etc.
- Les citations ne sont pas en italique mais en corps de texte normal. Elles sont entourées par des guillemets français : « et ».
- Les listes à puces sont à éviter, des paragraphes rédigés étant largement préférés. Les tableaux sont à réserver à la présentation de données structurées (résultats, etc.).
- Les appels de note de bas de page (petits chiffres en exposant, introduits par l'outil «  Source ») sont à placer entre la fin de phrase et le point final[comme ça].
- Les liens internes (vers d'autres articles de Wikipédia) sont à choisir avec parcimonie. Créez des liens vers des articles approfondissant le sujet. Les termes génériques sans rapport avec le sujet sont à éviter, ainsi que les répétitions de liens vers un même terme.
- Les liens externes sont à placer uniquement dans une section « Liens externes », à la fin de l'article. Ces liens sont à choisir avec parcimonie suivant les règles définies. Si un lien sert de source à l'article, son insertion dans le texte est à faire par les notes de bas de page.
- La présentation des références doit suivre les conventions bibliographiques. Il est recommandé d'utiliser les modèles {{Ouvrage}}, {{Chapitre}}, {{Article}}, {{Lien web}} et/ou {{Bibliographie}}. Le mode d'édition visuel peut mettre en forme automatiquement les références.
- Insérer une infobox (cadre d'informations à droite) n'est pas obligatoire pour parachever la mise en page.

Pour une aide détaillée, merci de consulter Aide:Wikification.
Si vous pensez que ces points ont été résolus, vous pouvez retirer ce bandeau et améliorer la mise en forme d'un autre article.
Pour les articles homonymes, voir Collegium Carolinum.

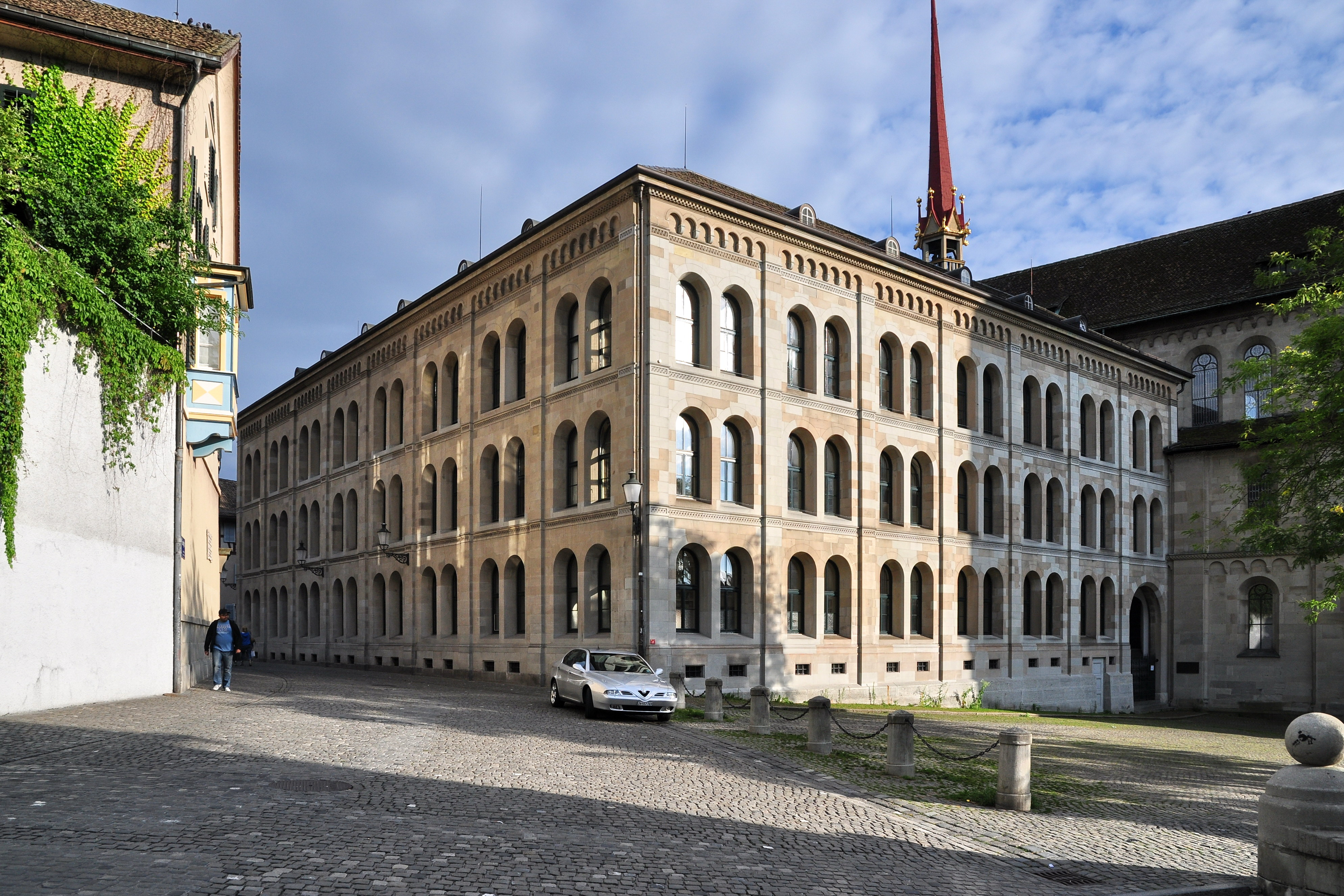
Faculté de théologie de l'université de Zurich
Ancien Collegium Carolinum

Le Collegium Carolinum de Zurich (appelé parfois Prophezei ou Prophezey) est l'établissement d'enseignement, prédécesseur de la faculté de théologie de l'Université de Zurich, créé en 1525. Le bâtiment fait partie de l'ancien cloître du Grossmünster Chorherrenstift à Zurich, en Suisse. Comme d’autres établissements d’enseignement, il porte le nom de Charlemagne (Carol ou Karl, en suisse allemand).
Le bâtiment est situé Kirchgasse 9 sur la place Grossmünsterplatz, qui est située du côté est de l'église Grossmünster, au sud-est de la Neumarkt, respectivement au nord-ouest des places Münsterhof de Zurich.
Grossmünster et Carolinum (Ehemalige Mädchenschule am Grossmünster) figurent dans l'inventaire suisse des biens culturels d'importance nationale et régionale en tant qu'objet de classe A.

## Historique
La création à Zurich d'une institution d'une formation universitaire à partir des écoles médiévale de la ville remonte à la fin du Moyen Âge, l'ancienne école latine Prophezey ou Prophezei (Prophétie) liée à la collégiale et au prieuré de Grossmünster. 
À la suite de l'installation de la Réforme protestante à Zurich, le réformateur Ulrich Zwingli va être à l'origine de la transformation de l'ancienne école latine Prophezey ou Prophezei (Prophétie) en un centre de formation pour théologiens et les pasteurs réformés, avec en plus de la théologie sont enseignés le latin, l'hébreu et le grec, car la compréhension de la parole de Dieu nécessite d'inclure les premiers écrits chrétiens. Il s'est s'inspiré du Collegium Trilingue créé par un groupe d'humanistes de l'entourage d'Érasme. Le 29 septembre 1523 le conseil municipal a décidé que les prébendes qui étaient attachées aux chanoines de l'ancien prieuré de Grossmünster sécularisé serviraient à payer les professeurs des chaires de théologie et de philologie. 
Les premières leçons sont données le 19 juin 1525. Les conférences quotidiennes (Lezgen ou Lectiones, littéralement : leçons) sont données gratuitement par des savants pour les personnes intéressées dépendant de la ville république de Zurich. L'institution devient en 1559 la Schola Tigurina (école de Zurich) sous la direction de Heinrich Bullinger qui a influencé de nombreuses autres institutions. En 1601, la Schola Tigurina de Bullinger a été intégrée au Collegium Carolinum qui comprend un département théologique, philologique et philosophique. Aux cours de théologie et de langues classiques, ont été ajoutés, en 1541, le département d'histoire naturelle (Conrad Gessner), en 1731 une chaire de science politique (Johann Jakob Bodmer), et, en 1782, l'institut de chirurgie pour former des docteurs en médecine.
Le système scolaire zurichois comprenait au XVIIe siècle :
- l'école allemande,
- l'école latine,
- le Collegium humanitatis (deuxième cycle d'études)
- le Collegium Carolinum (trois classes en cinq ans, Lektorium avant 1601).

Avec la fondation de l'Université de Zurich, en 1832, le Collegium Carolinum est devenu en 1833 sa faculté de théologie.
Après l'abolition, en 1832, de la congrégation Chorherrenstift, le bâtiment a été vendu au canton de Zurich. En 1849, les bâtiments sont en grande partie démolis et remplacés par celles de Gustav Albert Wegmann. L'école secondaire pour filles du Grossmünsterplatz (Töchterschule, aujourd'hui Kantonsschule Hohe Promenade) a été fondée en 1875 et installée dans le bâtiment jusqu'en 1976, quand la faculté de théologie de l'Université de Zurich y a été installée.
L'actuelle Université de Zurich utilise l'ancien logo du Collegium Carolinum et la silhouette de l'église de Grossmünster. L'université affirme reprendre la tradition des institutions du Collegium Carolinum. Les archives scolaires du Collegium Carolinum se trouvent aux Archives du canton de Zurich (EI 16.1.).

## Personnalités notables
- Markus Bäumler (1555-1611), théologien ;
- Theodor Bibliander (1509-1564), orientaliste et linguiste ;
- Johann Jakob Bodmer, élève ;
- Johann Jakob Breitinger, élève ;
- Heinrich Bullinger, (1504-1575), fondateur et directeur de la "Schola Tigurina" ;
- Heinrich Escher (1781-1860), historien ;
- Conrad Gessner (1516-1565), professeur ;
- Johann Jakob Gessner (1707-1787), élève, puis professeur d'hébreu et d'exégèse biblique ;
- Johann Kaspar Hagenbuch (1700-1763), théologien et antiquaire ;
- Heinrich Hirzel (1766-1833), professeur de philosophie ;
- Johann Kaspar Lavater, élève ;
- Conrad Pellican (1478-1556), pionnier chrétien de l'hébreu ;
- Johann Heinrich Pestalozzi, élève ;
- Josias Simmler (1530-1576), historien, auteur de De republica Helvetiorum ;
- Johann Wilhelm Stucki (1542-1607), théologien et orientaliste ;
- Pierre Martyr Vermigli (1499-1562), l'un des pères fondateurs du protestantisme réformé ;
- Kaspar Waser (1565-1625), théologien et orientaliste ;
- Jakob Wiesendanger (Ceporinus) (1499-1525), professeur.

## Architecture

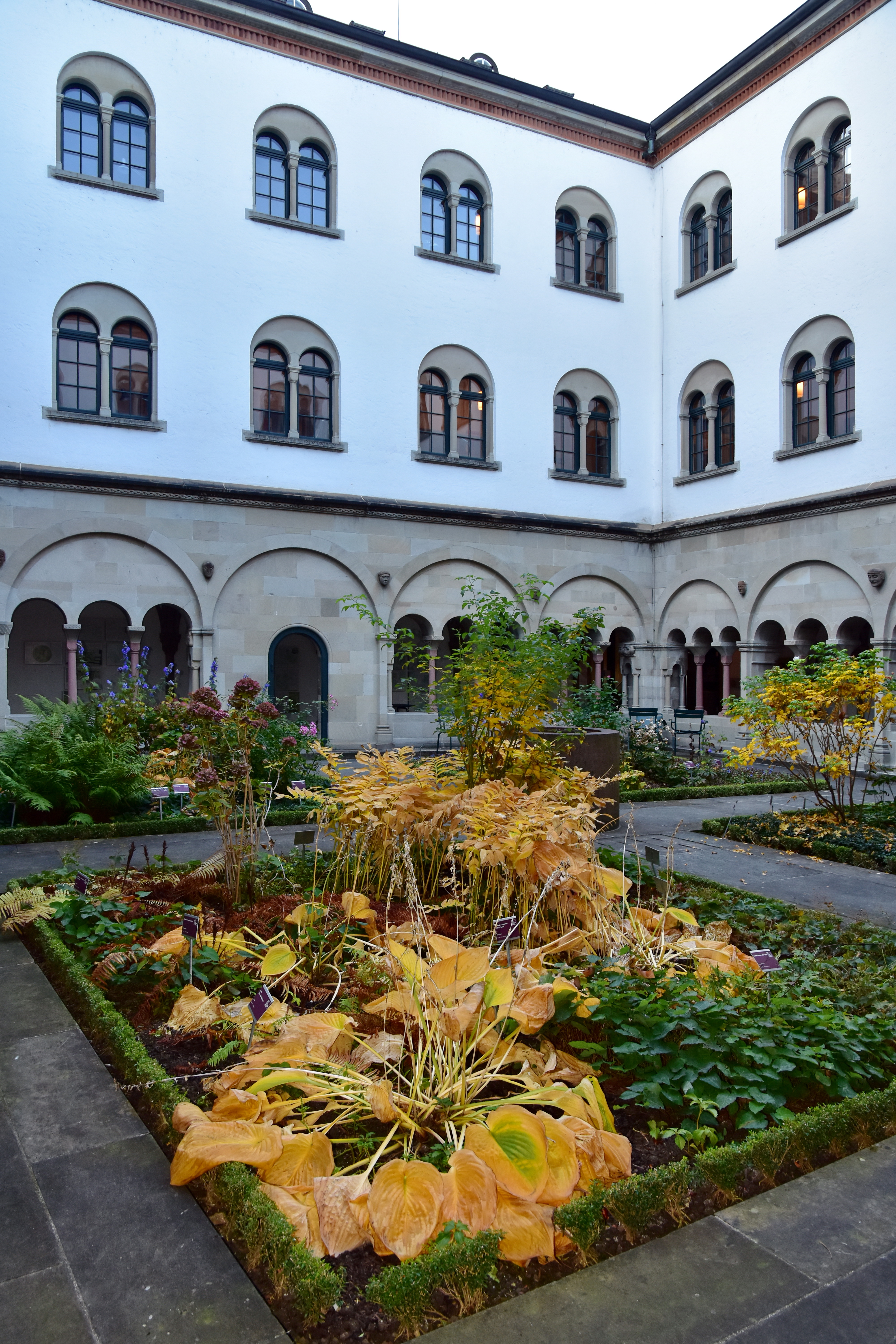
Theologisches Seminar (Carolinum), université de Zurich, respectivement ancien Höhere Töchterschule (collège de Zürich) et cloître de Grossmünster

### Cloître et Carolinum

#### Vue intérieure du cloître
Le cloître de l'ancien Chorherrenstift du Grossmünster, prieuré de chanoines augustiniens, date de la fin du XIIe siècle et faisait partie de la collégiale ( Chorherstift ) qui a été dissoute en 1832 pour laisser la place à l'école de filles. Le cloître a été démantelé et intégré dans le nouveau bâtiment. Cette reconstruction a été basée sur les éléments d'origine de l'architecture, mais comprend de nombreuses interprétations de l'architecte. Le cloître abrite également une exposition permanente sur Zwingli et d'autres personnages importants de l'ère de la Réforme.

#### Jardin d'herbes
Le cloître a été rénové en 2009, ses éléments en grès ont été nettoyés et le jardin intérieur a été redessiné en association avec la fondation ProSpecieRara. La compilation des plantes ornementales culturelles et historiques est inspirée par le spécialiste des sciences naturelles Conrad Gessner, qui a trouvé sa dernière demeure dans le cloître. Le jardin de la cour rénové est dédié au thème de la terre, de feu, de l'eau et de l'air, des plantes ornementales de l'ancien jardin botanique.

### Statut actuel
Après l'abolition de la congrégation de Chorherrenstift en 1832 et jusqu'en 1849, les structures furent largement démolies et remplacées par l'architecte Gustav Albert Wegmann dans le style néo-roman. Le bâtiment actuel de la faculté a été construit de 1843 à 1849 suivant les plans de Gustav Albert Wegmann. Le cloître a été démantelé lors de la démolition, complété de nombreuses nouvelles pièces et intégré au nouveau bâtiment en 1851. Le bâtiment de l'église de Grossmünster appartient au canton de Zurich, et le bâtiment annexe, l'ancien cloître, est la propriété de la ville de Zurich. Il est loué à la faculté de théologie de l'Université de Zurich depuis 1976. 

## Protection
Grossmünster et Carolinum (Ehemalige Mädchenschule am Grossmünster) figurent dans l'inventaire suisse des biens culturels d'importance nationale et régionale en tant qu'objet de classe A d'importance nationale.